# Werner Schulenberg
Werner Schulenberg (* im 20. Jahrhundert [evtl. Mitte der 1940er Jahre]) ist ein deutscher Schauspieler.

## Wirken
Bezüglich Lebensdaten und Ausbildungsverlauf des Werner Schulenberg finden sich keine Belege. Er trat im Zeitraum von 1964 bis 1996 in etlichen deutschen Filmproduktionen und Fernsehserien auf. Im Jahr 1972 bekleidete er die Rolle des Detektivs Lord Freddy Summertime in der Vorabend-Kriminalserie Suchen Sie Dr. Suk! (ZDF). Einem größeren Publikum bekannt wurde er als Darsteller in den ZDF-Fernsehserien Derrick und Der Alte.
In der Saison 1966/67 hatte Schulenberg ein Engagement an den Bühnen der Hansestadt Lübeck in Christian Dietrich Grabbes Scherz, Satire, Ironie und tiefere Bedeutung unter der Regie von Georg Immelmann. Im Jahr 1971 hatte er eine Rolle am Operettenhaus Hamburg in der Revue Oh! Calcutta! Weitere Theaterauftritte erfolgten an verschiedenen Bühnen in München unter der Regie von Thomas Blubacher (1992 in Jean-Paul Sartres Die respektvolle Dirne, 1993 in Carlo Goldonis Mirandolina).

## Filmografie (Auswahl)
- 1964: Nebelmörder
- 1972: Oscar Wilde (Fernsehfilm)
- 1972: Suchen Sie Dr. Suk! (Fernsehserie, 13 Folgen)
- 1974: Zwischen den Flügen (Fernsehserie, eine Folge)
- 1974: Mary Stuart (Fernsehfilm)
- 1977: Prosperos Traum (Fernsehfilm)
- 1977:  Die Vertreibung aus dem Paradies
- 1978: Aktenzeichen XY … ungelöst (Fernsehreihe, eine Folge)
- 1981: Polizeiinspektion 1 (Fernsehserie, eine Folge)
- 1981: Bring's mir bei, Céline! (Fernsehfilm)
- 1981: Fett schwimmt oben (Fernsehserie, eine Folge)
- 1982: Der Jagerloisl (Fernsehfilm)
- 1978–1992: Der Alte (Fernsehserie, 6 Folgen)
- 1978–1994: Derrick (Fernsehserie, 7 Folgen)
- 1996: Der Mann ohne Schatten (Fernsehserie, eine Folge)